# André Hansen
André Hansen (* 17. Dezember 1989 in Oslo) ist ein norwegischer Fußballtorhüter, der für Rosenborg Trondheim in der heimischen Eliteserien spielt.

## Karriere

### Verein
Hansen stammt aus Veitvet, einem Viertel im Stadtteil Bjerke in Groruddalen nordöstlich von Oslo und begann seine Karriere bei Bjerkealliansen. Er ging von dort zu Skeid Fotball, wo er 2007 von Kjelsås IL ausgeliehen wurde. 2008 wurde er von Lillestrøm unter Vertrag genommen, verbrachte jedoch die Saison als Leihgabe bei Skeid. Er debütierte im April 2009 in der norwegischen Top-Liga gegen SK Brann und kassierte drei Gegentore. In seinem zweiten Spiel kassierte er noch einmal drei Gegentore. Ende Juli 2009 wurde er an KR Reykjavík ausgeliehen, wo er in Island zum Torhüter des Jahres gekürt und trotz nur 8 Spielen für das All-Star-Team ausgewählt wurde. Er kehrte vor der Saison 2010 zu Lillestrøm SK zurück.
Da Stefan Logi Magnusson, Henning Bergs bevorzugter Torhüter bei Lillestrøm war, spielte Hansen vor allem für die Ersatzmannschaft in der Dritten Liga. Sein Vertrag mit dem Verein lief zum Ende der Saison 2010 aus. Am 8. Juli 2010 unterzeichnete er einen Vierjahresvertrag mit Odd Grenland, wo er dem Verein am 1. Januar 2011 beigetreten war. Hansen gab an, dass er den Verein gewechselt habe, weil er eine größere Chance sieht, regelmäßig in der Tippeligaen mit Odd zu spielen. Hansen wurde Odds bester Torhüter in seiner ersten Saison und bestritt alle 30 Spiele.
Beim Tippeligaen-Spiel gegen Strømsgodset am 23. Mai 2012 wurde Hansen durch eine Kollision mit Péter Kovács verletzt, bei der er sich einen Wangenbeinbruch zugezogen hatte, der ihn drei Wochen lang außer Gefecht setzte. Zur Saison 2014 wechselte er dann zum Rekordmeister Rosenborg Trondheim und gewann mit dem Klub bisher neun nationale Titel. Außerdem wurde er im Jahr 2018 zum Spieler der Saison gewählt.

### Nationalmannschaft
Der Torhüter hatte Norwegen in diversen Jugendnationalmannschaften vertreten und war u. a. fünfmal für die norwegische U21-Auswahl auf dem Platz. Im August 2012 wurde Hansen erstmals in die erste A-Nationalmannschaft berufen. Torwarttrainer Frode Grodås erklärte damals, dass Hansen als dritte Torwart-Wahl hinter Rune Jarstein und Espen Bugge Pettersen eingesetzt werden sollte. Hansen gab sein Debüt für die Nationalmannschaft am 12. Januar 2013, als Norwegen 0:0 in einem Freundschaftsspiel gegen Sambia unentschieden spielte. Bis heute kommt der Torhüter noch in unregelmäßigen Abständen zu Einsätzen, zuletzt am 29. März 2022 beim 9:0-Erfolg über Armenien.

## Titel
- Norwegischer Meister: 2015, 2016, 2017, 2018
- Norwegischer Pokalsieger: 2015, 2016, 2018
- Norwegischer Superpokalsieger: 2017, 2018

## Auszeichnungen
- Spieler der Saison in der Eliteserien: 2018